# Jack Gleeson
Jack Gleeson (Cork, 20 de mayo de 1992) es un actor irlandés conocido por su papel de Joffrey Baratheon en la serie de la HBO Game of Thrones.

## Carrera
Gleeson empezó a actuar a los siete años en el Independent Theatre Workshop. Sus primeros papeles incluyen una participación menor en Reign of Fire (2002),  Batman Begins (2005), Shrooms (2007), A Shine of Rainbows (2009). En 2010 trabajó en All Good Children, de Alicia Duffy.
A partir de 2009, formó parte del reparto principal de las primeras temporadas de la serie de HBO Game of Thrones, en el papel de Joffrey Baratheon. Dijo que el trabajo de Joaquin Phoenix en Gladiator había sido una influencia para interpretar ese papel. En 2014, tras terminar su trabajo en la serie, decidió dejar la actuación durante un tiempo indefinido para centrarse en su carrera académica.
En 2023, tras nueve años sin trabajar como actor, participó en la serie de Netflix Sex Education, en el papel secundario de Moe el Chungo, un amigo del hermano de Maeve. 
Gleeson estudió Teología y Filosofía en el Trinity College de Dublín graduándose en 2015, y es miembro de DU Players.

## Vida personal
Gleeson vive en Dublín; anteriormente vivió en Londres.
En agosto de 2022, Gleeson se casó con su novia de toda la vida, Róisín O’Mahoney, en una ceremonia celebrada en el condado de Kerry (Irlanda).